# Plavsk
Plavsk (rusky Плавск) je město v Tulské oblasti v Ruské federaci. Při sčítání lidu v roce 2010 měl přes šestnáct tisíc obyvatel.

## Poloha a doprava
Plavsk leží na Středoruské vysočině na obou březích Plavy, pravého přítoku Upy v povodí Volhy. Od Tuly, správního střediska oblasti, je vzdálen přibližně šedesát kilometrů jihozápadně. Bližší větší města jsou Sovětsk a Ščokino, obě vzdálená přibližně pětatřicet kilometrů severovýchodně od Plavsku.
Přes Plavsk prochází železniční trať z Moskvy směrem na Kursk a Bělgorod. Také tudy prochází dálnice M2 Krym z Moskvy přes Orel, Kursk a Bělgorod do Majského nedaleko rusko-ukrajinské státní hranice. Před rozpadem Sovětského svazu pokračovala dále přes Charkov a Záporoží do Simferopolu na Krymu.

## Dějiny
První zmínka o obci je z roku 1540, kdy se nazývala Sergijevskoje. Městem stala v roce 1926 pod jménem Plavsk, ovšem později až do roku 1949 dočasně status města ztratila.
V roce 1973 byl po Plavsku pojmenován asteroid Hlavního pásu (2172) Plavsk, který objevila Tamara Michajlovna Smirnovová z Krymské astrofyzikální observatoře.
V roce 1986 bylo město a jeho okolí v důsledku Černobylské havárie značně kontaminováno radioaktivním cesiem  (137Cs) obsaženém v dešti z radioaktivních mraků.